# E. du Perronprijs
De E. du Perronprijs is een gezamenlijk initiatief van de Faculteit der Letteren van de Tilburg University en de gemeente Tilburg en is vernoemd naar E. du Perron. De prijs wordt jaarlijks toegekend aan personen of instellingen die zich middels een actieve bijdrage aan de cultuur verdienstelijk hebben gemaakt voor de bevordering van wederzijds begrip en een goede verstandhouding tussen de in Nederland woonachtige bevolkingsgroepen. De prijs bestaat uit een oorkonde en een geldsom van aanvankelijk 1500 gulden, inmiddels 2500 euro, bovendien ontvangt de winnaar een speciaal voor deze gelegenheid door het TextielMuseum in Tilburg vervaardigde sjaal van wollen loden gecombineerd met zacht satijn met geborduurd opschrift, ontworpen door Miriam van der Lubbe (waarbij het satijn en het garen voor het jaartal telkens van kleur wisselen).

## Laureaten
- 1986: Halil Gür voor zijn verhalenbundel Gekke Mustafa
- 1987: Noni Lichtveld en Gerda Havertong voor hun verdiensten voor de instandhouding en verspreiding van het Anansi-verhaal
- 1988: niet toegekend
- 1989: Ada Lillipaly-de Voogt, Krish Sietaram, Janneke van Dijk, Jan Veldeman en Henny Weda-van Gelder voor de interculturele leesmethode Horizon
- 1990: niet toegekend
- 1991: niet toegekend
- 1992: niet toegekend
- 1993: Marion Bloem voor haar gehele oeuvre
- 1994: Max Velthuijs voor het kinderboek Kikker en de vreemdeling
- 1995: Hugo Pos voor zijn autobiografie In triplo
- 1996: Hafid Bouazza voor de verhalenbundel De voeten van Abdullah
- 1997: Anil Ramdas voor zijn gehele oeuvre
- 1998: Karlijn Stoffels voor het jeugdboek Stiefland
- 1999: Heleen Volman voor Reizen met eieren (toneelstuk)
- 2000: Kader Abdolah voor zijn gehele oeuvre
- 2001: Nilgün Yerli voor de roman De garnalenpelster
- 2002: Fouad Laroui voor zijn gehele oeuvre
- 2003: Carl Friedman voor haar gehele oeuvre
- 2004: Kees Beekmans voor Eén hand kan niet klapt en andere verhalen uit de zwarte klas
- 2005: Nicolaas Matsier voor Het achtenveertigste uur
- 2006: Karim Traïdia en Hakim Traïdia voor hun beide gehele oeuvres
- 2007: Guus Kuijer voor Hoe een klein rotgodje God vermoordde (2006) en Het doden van een mens (2007)
- 2008: Adriaan van Dis voor de verhalenbundel Leeftocht: veertig jaar onderweg
- 2009: Abdelkader Benali voor het boek De stem van mijn moeder
- 2010: Alice Boots en Rob Woortman voor Anton de Kom. Biografie 1898 – 1945 / 1945 – 2009
- 2011: Ramsey Nasr voor zijn dichtbundel Mijn nieuwe vaderland. Gedichten van crisis en angst
- 2012: Koen Peeters voor zijn roman Duizend heuvels
- 2013: Mohammed Benzakour voor zijn roman Yemma
- 2014: Warna Oosterbaan en Theo Baart voor hun boek Ons Erf - identiteit, erfgoed, culturele dynamiek
- 2015: Ilja Leonard Pfeijffer voor zijn boeken Gelukszoekers en Idyllen en zijn columns in NRC Next
- 2016: Stefan Hertmans voor zijn roman De Bekeerlinge
- 2017: Margot Vanderstraeten voor haar boek Mazzel tov
- 2018: Jan Leyers voor zijn boek Allah in Europa: reisverslag van een ongelovige
- 2019: Ellen Deckwitz voor haar bundel Hogere natuurkunde
- 2021: Sinan Çankaya voor zijn boek Mijn ontelbare identiteiten
- 2023: Niña Weijers voor haar boek Cassandra[1]

### Uitreiking E. du Perronprijs 2004
Kees Beekmans, Theo Engelen en Ceseli Josephus Jitta waren door de jury genomineerd voor de E. du Perronprijs 2004 voor respectievelijk Eén hand kan niet klapt en andere verhalen uit de zwarte klas (2004), De Indische vlieger (1999) en De diamant van opa (2004).
Op 19 januari 2005 kreeg Kees Beekmans de prijs uitgereikt. De jury omschreef hem als een "moderne Theo Thijssen" die een stem gaf aan een groep nieuwkomers die anders niet gehoord wordt. Beekmans schrijft verhalen over zijn ervaringen als leraar op zwarte scholen. 

### Uitreiking E. du Perronprijs 2005
Nicolaas Matsier, Frans-Willem Verbaas en Lieneke Dijkzeul waren door de jury genomineerd voor de E. du Perronprijs 2005 voor respectievelijk Het achtenveertigste uur (2005), Er is thans geen grond... Het Nederlandse asielbeleid van binnenuit (2005) en Aan de bal (2004).
Op 25 januari 2006 kreeg Nicolaas Matsier de prijs uitgereikt voor zijn roman waarin ambtenaren in asielzoekersprocedures centraal staan. Uit het juryrapport: "Matsier legt de vinger op een aantal actuele zere plekken, zoals het hoge tempo waarin de ambtenaren moeten werken, waardoor ze eigenlijk geen ruimte hebben om zelf te oordelen of soepel met regels om te gaan."

### Uitreiking E. du Perronprijs 2009
Abdelkader Benali, Mohammed Benzakour en Marion Bloem waren door de jury genomineerd voor de E. du Perronprijs 2009 voor respectievelijk De stem van mijn moeder (2009), Stinkende heelmeesters en Vervlochten grenzen.
Op 27 januari 2010 kreeg Abdelkader Benali de prijs uitgereikt voor zijn roman. Benali toont volgens de jury aan, dat het stadium van 'migrantenroman' al lang gepasseerd is. De jury vindt dat Benali een stem geeft aan grenzeloze literatuur.